# پاپ فادر
پاپ فادر  نام ششمین آلبوم گروه بلک کتس است که در سال ۲۰۰۳ (۱۳۸۲) توسط کمپانی کلتکس رکوردز انتشار یافت. همچنین این آلبوم دومین و آخرین آلبوم گروه بلک کتس است که با صدای کامران و هومن اجرا شد و این دو برادر پس از اجرای این آلبوم از گروه جدا شدند و دلیل کار خود را اختلاف سلیقه بیان کردند.

## فهرست ترانه‌ها
| شماره | نام                    | نویسنده(ها)  | مدت |
| ----- | ---------------------- | ------------ | --- |
| ۱.    | «پاپ فادر»             | شهبال شبپره  | -   |
| ۲.    | «آهنگ من»              | شهبال شبپره  | -   |
| ۳.    | «راندوو (Rendez Vous)» | کامران جعفری | -   |
| ۴.    | «بگو منو کم داری»      | رامین زمانی  | -   |
| ۵.    | «یامی»                 | اندی جی      | -   |
| ۶.    | «آتش»                  | شهبال شبپره  | -   |
| ۷.    | «مامانیه»              | شهبال شبپره  | -   |
| ۸.    | «کت من»                | شهبال شبپره  | -   |